# Papaz (Suva Reka)
Pour les articles homonymes, voir Papaz.
Papaz en albanais et Blace en serbe latin (en serbe cyrillique : Папаз) est une localité du Kosovo située dans la commune/municipalité de Theranda/Suva Reka et dans le district de Prizren/Prizren. Selon le recensement de 2011, elle compte 311 habitants, dont une majorité d'Albanais.

## Démographie

### Évolution historique de la population dans la localité
| 1948 | 1953 | 1961 | 1971 | 1981 | 1991 | 2011 |
| ---- | ---- | ---- | ---- | ---- | ---- | ---- |
| 132  | 150  | 164  | 201  | 254  | 301  | 311  |

|  |